# Kurt Armbruster
Kurt Armbruster (* 16. September 1932; † 14. März 2019) war ein Schweizer Fussballspieler.

## Karriere

### Vereine
Armbruster spielte ab 1957 für die Grasshoppers.
1960 wechselte er zu Lausanne-Sport, wo er 8 Jahre lang spielte. Er gewann dort 2-mal den Schweizer Cup.
Seine Karriere beendete er 1969 beim FC Monthey.

### Nationalmannschaft
Armbruster war Teil des Kaders der Schweizer Fussballnationalmannschaft bei der WM 1966.